# Josephine de Danemark
Pour les articles homonymes, voir Joséphine.
La princesse Josephine de Danemark, née le 8 janvier 2011 à Copenhague (Danemark), est un membre de la famille royale danoise. Seconde fille de Frederik X, roi de Danemark, et de son épouse la reine Mary, elle occupe la quatrième place dans l'ordre de succession au trône de Danemark.

## Biographie

### Naissance et famille
La princesse Josephine de Danemark naît le 8 janvier 2011 à Rigshospitalet au centre de Copenhague.
Elle a un frère aîné, le prince Christian, une sœur aînée, la princesse Isabella et enfin un frère jumeau, le prince Vincent.

### Baptême et parrains
Sœur jumelle du prince Vincent, elle est baptisée comme lui le 14 avril 2011. Ses parrains et marraines sont ses tantes, la princesse Marie et Patricia Bailey, le prince Charles de Bourbon des Deux-Siciles, Josephine Rechner, Patricia Bailey, Bendt Wedell et Brigitte Handwerk. Son prénom « Ivalo » est commun au Groenland, pays constitutif du royaume de Danemark.

## Titulature et décorations

### Titulature
- depuis le 8 janvier 2011 : Son Altesse Royale la princesse Josephine de Danemark, comtesse de Monpezat (naissance).

### Décoration nationale
- Chevalier de l'ordre de l'Éléphant (Danemark), le 14 janvier 2024 avec remise des insignes prévue le jour de sa majorité en 2029[4].